# Ласков, Григорий Андреевич
Григорий Андреевич Ласков — советский хозяйственный, государственный и политический деятель, Герой Социалистического Труда.

## Биография
Родился в 1939 году в деревне Старо теперь Волотовского района Новгородской области. Член КПСС.
С 1959 года — на хозяйственной, общественной и политической работе. В 1959—1991 гг. — на рыбопромысловых судах в Латвийской ССР, капитан среднего рыболовного траулера рефрижераторного «Линза» Невельской базы тралового флота Минрыбхзоза СССР в городе Невельск Сахалинской области, капитан среднего рыболовного траулера морозильного «Чимбай», капитан сейнера-траулера «Сарбай» Невельской базы тралового флота Сахалинского производственного объединения рыбной промышленности.
Указом Президиума Верховного Совета СССР от 21 июня 1984 года присвоено звание Героя Социалистического Труда с вручением ордена Ленина и золотой медали «Серп и Молот».
Избирался депутатом Верховного Совета РСФСР 10-го созыва.
Умер в Невельске в феврале 2002 года.